# Les Haleurs de bateaux
Pour plus de détails, voir Fiche technique et Distribution.
Les Haleurs de bateaux est un film français de Georges Méliès, sorti en 1896. Actuellement, le film est considéré comme perdu.